# Recopa Sudamericana
Recopa Sudamericana, ibland enbart Recopa Sudamericana och av sponsorskäl även Recopa Santander Sudamericana, är en årlig supercup i fotboll som anordnas av det sydamerikanska fotbollsförbundet CONMEBOL, där vinnaren av Copa Libertadores och Copa Sudamericana möts. Ursprungligen spelades turneringen mellan vinnarna av Copa Libertadores och Supercopa Libertadores. När Supercopa Libertadores lades ner säsongen 1998 lades även Recopa Sudamericana ner och återupptogs först 2003 igen. Recopa Sudamericana består sedan 2005 av ett dubbelmöte, där vinnaren av Copa Sudamericana spelar det första mötet hemma.
Recopa Sudamericana har tidigare ingått i andra tävlingar - 1993 års Recopa Sudamericana var en match mellan två brasilianska lag och dubbelmötena spelades som en del av Campeonato Brasileiro Série A (Brasiliens högsta division i fotboll); 1998 års Recopa Sudamericana spelades som en del av Copa CONMEBOL 1998. 1991 spelades inte Recopa Sudamericana överhuvudtaget eftersom Olimpia vann både Copa Libertadores 1990 och Supercopa Libertadores 1990. Trots att detsamma skedde 1994, så spelade då de dubbla vinnarna São Paulo mot vinnaren av Copa CONMEBOL 1993 (Botafogo).

## Resultat
Vinnarens resultat står först.
| Säsong    | Vinnare            | Finalist                                                                                  | Resultat                                                                                  | Resultat                                                                                  | Resultat                                                                                  |
| Säsong    | Vinnare            | Finalist                                                                                  | Match 1                                                                                   | Match 2                                                                                   | Totalt                                                                                    |
| 1989–1998 | 1989–1998          | 1989–1998                                                                                 | 1989–1998                                                                                 | 1989–1998                                                                                 | 1989–1998                                                                                 |
| --------- | ------------------ | ----------------------------------------------------------------------------------------- | ----------------------------------------------------------------------------------------- | ----------------------------------------------------------------------------------------- | ----------------------------------------------------------------------------------------- |
| 1989      | Nacional           | Racing                                                                                    | 1–0                                                                                       | 0–0                                                                                       | 1–0                                                                                       |
| 1990      | Boca Juniors       | Atlético Nacional                                                                         | 1–0                                                                                       | 1–0                                                                                       | 1–0                                                                                       |
| 1991      | Olimpia            | Ingen turneringen då Olimpia vann både Copa Libertadores och Supercopa Libertadores 1990. | Ingen turneringen då Olimpia vann både Copa Libertadores och Supercopa Libertadores 1990. | Ingen turneringen då Olimpia vann både Copa Libertadores och Supercopa Libertadores 1990. | Ingen turneringen då Olimpia vann både Copa Libertadores och Supercopa Libertadores 1990. |
| 1992      | Colo-Colo          | Cruzeiro                                                                                  | 0–0 (5–4 str.)                                                                            | 0–0 (5–4 str.)                                                                            | 0–0 (5–4 str.)                                                                            |
| 1993      | São Paulo          | Cruzeiro                                                                                  | 0–0                                                                                       | 0–0                                                                                       | 0–0 (4–2 str.)                                                                            |
| 1994      | São Paulo          | Botafogo                                                                                  | 3–1                                                                                       | 3–1                                                                                       | 3–1                                                                                       |
| 1995      | Independiente      | Vélez Sarsfield                                                                           | 1–0                                                                                       | 1–0                                                                                       | 1–0                                                                                       |
| 1996      | Grêmio             | Independiente                                                                             | 4–1                                                                                       | 4–1                                                                                       | 4–1                                                                                       |
| 1997      | Vélez Sarsfield    | River Plate                                                                               | 1–1 (4–2 str.)                                                                            | 1–1 (4–2 str.)                                                                            | 1–1 (4–2 str.)                                                                            |
| 1998      | Cruzeiro           | River Plate                                                                               | 2–0                                                                                       | 3–0                                                                                       | 5–0                                                                                       |
| 2003–2009 |                    |                                                                                           |                                                                                           |                                                                                           |                                                                                           |
| 2003      | Olimpia            | San Lorenzo                                                                               | 2–0                                                                                       | 2–0                                                                                       | 2–0                                                                                       |
| 2004      | Cienciano          | Boca Juniors                                                                              | 1–1 (4–2 str.)                                                                            | 1–1 (4–2 str.)                                                                            | 1–1 (4–2 str.)                                                                            |
| 2005      | Boca Juniors       | Once Caldas                                                                               | 3–1                                                                                       | 2–1                                                                                       | 4–3                                                                                       |
| 2006      | Boca Juniors       | São Paulo                                                                                 | 2–1                                                                                       | 2–2                                                                                       | 4–3                                                                                       |
| 2007      | Internacional      | Pachuca                                                                                   | 1–2                                                                                       | 4–0                                                                                       | 5–2                                                                                       |
| 2008      | Boca Juniors       | Arsenal                                                                                   | 3–1                                                                                       | 2–2                                                                                       | 5–3                                                                                       |
| 2009      | LDU Quito          | Internacional                                                                             | 1–0                                                                                       | 3–0                                                                                       | 4–0                                                                                       |
| 2010–2019 |                    |                                                                                           |                                                                                           |                                                                                           |                                                                                           |
| 2010      | LDU Quito          | Estudiantes                                                                               | 2–1                                                                                       | 0–0                                                                                       | 2–1                                                                                       |
| 2011      | Internacional      | Independiente                                                                             | 1–2                                                                                       | 3–1                                                                                       | 4–3                                                                                       |
| 2012      | Santos             | Universidad de Chile                                                                      | 0–0                                                                                       | 2–0                                                                                       | 2–0                                                                                       |
| 2013      | Corinthians        | São Paulo                                                                                 | 2–1                                                                                       | 2–0                                                                                       | 4–1                                                                                       |
| 2014      | Atlético Mineiro   | Lanús                                                                                     | 0–1                                                                                       | 4–3 (e.f.)                                                                                | 5–3                                                                                       |
| 2015      | River Plate        | San Lorenzo                                                                               | 1–0                                                                                       | 1–0                                                                                       | 2–0                                                                                       |
| 2016      | River Plate        | Santa Fe                                                                                  | 0–0                                                                                       | 2–1                                                                                       | 2–1                                                                                       |
| 2017      | Atlético Nacional  | Chapecoense                                                                               | 1–2                                                                                       | 4–1                                                                                       | 5–3                                                                                       |
| 2018      | Grêmio             | Independiente                                                                             | 1–1                                                                                       | 0–0                                                                                       | 1–1 (5–4 str.)                                                                            |
| 2019      | River Plate        | Athletico Paranaense                                                                      | 0–1                                                                                       | 3–0                                                                                       | 3–1                                                                                       |
| 2020–2029 |                    |                                                                                           |                                                                                           |                                                                                           |                                                                                           |
| 2020      | Flamengo           | Independiente del Valle                                                                   | 2–2                                                                                       | 3–0                                                                                       | 5–2                                                                                       |
| 2021      | Defensa y Justicia | Palmeiras                                                                                 | 1–2                                                                                       | 2–1                                                                                       | 3–3 (4–3 str.)                                                                            |
| 2022      | Brasilien          | Brasilien                                                                                 | –                                                                                         | –                                                                                         | –                                                                                         |